# 孔乘
孔乘（?—?），表字敬山，南北朝时鲁郡人。孔子二十七代孫，孔嶷玄孙，孔撫曾孙，孔懿之孙，孔鮮之子。
孔乘博学有才，魏献文帝时代，北魏从刘宋手中夺取山东地区。曲阜从南朝归属北朝。魏孝文帝时，孔乘被举为孝廉，延兴三年（473年），北魏朝廷封孔乘为崇圣大夫，食邑五百户。并给十户以供林庙洒扫。儿子为孔靈珍、孔景进。
| 前任： 孔鮮 | 北魏崇圣大夫 473年—？ | 繼任： 孔靈珍 |

## 参看
- 孔子
- 孔子世家大宗世系
- 孔子世系
- 孔子世家大宗世系图
- 孔子世家总世系图 (中兴祖前)